# 梭魚行動
梭鱼行动（法語：Opération Barracuda），是1979年法国为推翻中非帝国皇帝博卡萨一世而发起的军事行动。法国资深外交官雅克·福卡尔将这次行动称为“法国最后一次殖民地远征”。

## 背景
1976年，博卡萨将中非共和国改为中非帝国后，进一步加强了自己的独裁统治，其对异议人士的残酷迫害也引起了国际社会的关注和批评。其中最残酷的行为之一是1979年镇压示威时造成约400人死亡，其中包括100名儿童。同时，博卡萨希望与当时的利比亚领导人穆阿迈尔·卡扎菲结盟，这也使得法国无法接受。因此，法国决定结束对博卡萨政权的支持。

## 过程
梭鱼行动开始于1979年9月20日晚。首先，由布朗雄·鲁吉上校指挥的第1海军陆战队伞兵团，乘坐C-160运输降落在班吉-姆波科国际机场，与先前已经渗透的的SDECE（现DGSE ）部队汇合。
控制机场后，两架载有300余名士兵的运输降落在机场。布朗雄·鲁吉上校向特种部队指挥官贝尔纳·德热纳发出信息，令其从恩贾梅纳国际机场派遣“梭鱼”（8架美洲狮直升机和C-160运输机的代号）。之后法军开始进攻班吉。9月21日凌晨0时30分左右，原中非共和国总统戴维·达科宣布中非帝国灭亡。

## 国际反应
- 苏联《真理报》：“苏联强烈谴责帝国主义对非洲独立国家内政的军事和政治干涉。”
- 法国政府：“这次政府更迭是不流血的、迅速而顺利的。”